# Rhyscotoides silvestrii
Rhyscotoides silvestrii är en kräftdjursart som först beskrevs av Arcangeli 1950.  Rhyscotoides silvestrii ingår i släktet Rhyscotoides och familjen Rhyscotidae. Inga underarter finns listade i Catalogue of Life.